# ダニエル・シーザー
ダニエル・シーザー（英語: Daniel Caesar、本名：アシュトン・D・シモンズ（英語: Ashton D. Simmonds、1995年4月5日 - ）はカナダ・オンタリオ州スカーバロー出身のミュージシャン、シンガーソングライター、音楽プロデューサー。
2014年のデビューEP『Praise Break』、2015年のEP『Pilgrim's Paradise』で広く知られるようになり、2017年にデビューアルバム『Freudian』をリリース。第60回グラミー賞でベストR&Bアルバム賞にノミネートされる。2019年は2作目のアルバム『Case Study 01』をリリースした。

## 来歴

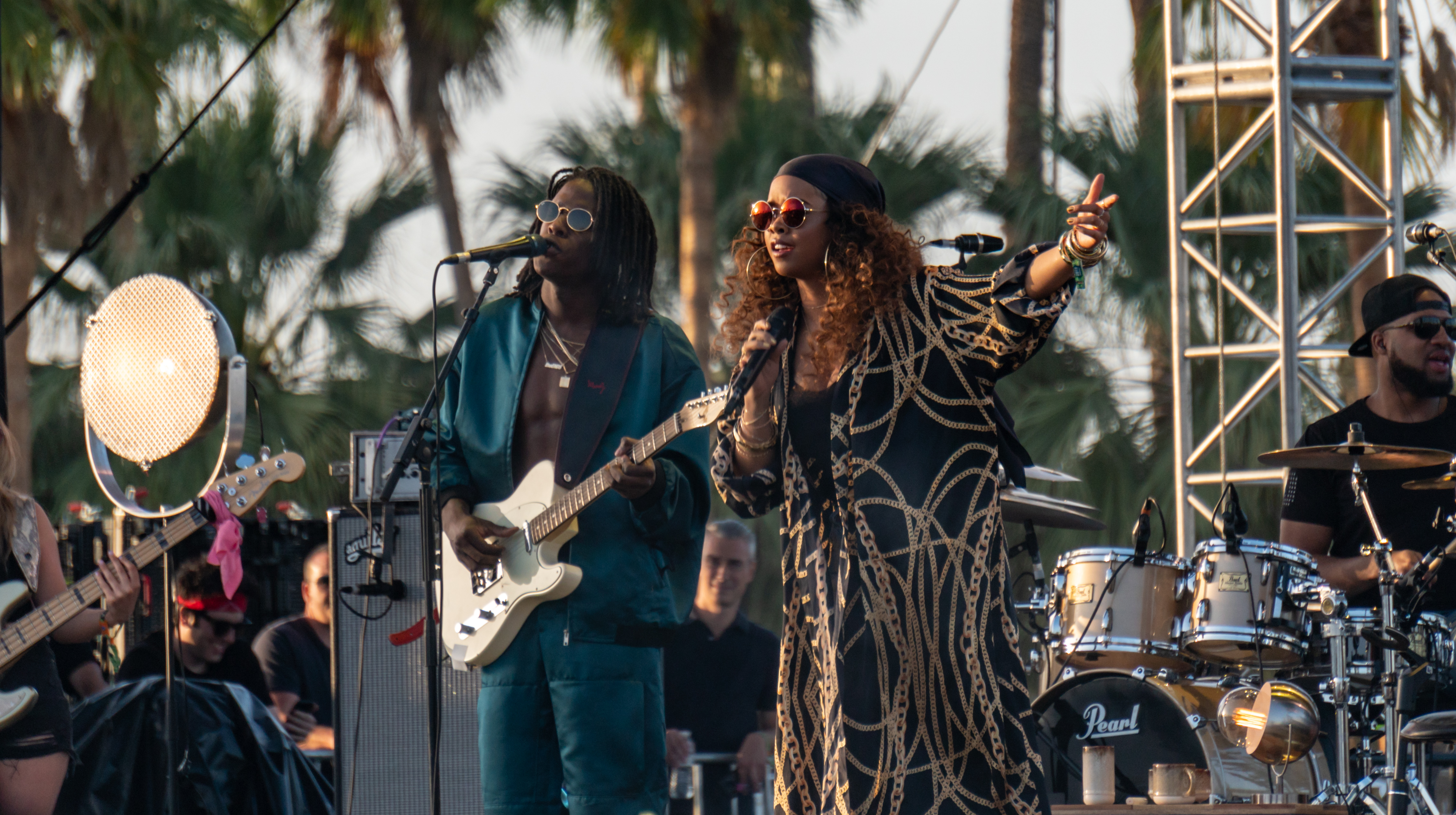
コーチェラで演奏するダニエル・シーザー（左）とH.E.R.（右）（2018年）

1995年4月5日、ダニエル・シーザーことアシュトン・D・シモンズはトロントのスカーバローで生まれ、オンタリオ州オシャワで育った。
2014年9月22日、デビューEP『Praise Break』を発表し、ローリングストーン誌の「20 Best R&B Albums of 2014」で19位にランクインしたことで、広く知られるようになる。
2015年11月12日、EP『Pilgrim's Paradise』をリリースする。
2017年8月25日、デビューアルバム『Freudian』をリリースした。第60回グラミー賞では、最優秀R&Bアルバム賞にノミネート、収録曲「Get You」でR&Bパフォーマンス賞の2部門にノミネートされた。第61回グラミー賞では、同アルバム収録曲「Best Part」で最優秀R&Bパフォーマンス賞を受賞した。
2019年6月28日、2作目のアルバム『Case Study 01』をリリースする。第62回グラミー賞ではブランディとの楽曲「Love Again」が最優秀R&Bパフォーマンス賞にノミネートされた。

## 音楽性
ダニエル・シーザーの音楽はソウルとゴスペルの影響を受けている。彼は影響を受けたアーティストとして、フランク・オーシャン、カニエ・ウェスト、ビヨンセ、ドアーズのフロントマンであるジム・モリソンを挙げている。

## ディスコグラフィ
スタジオ・アルバム
- Freudian (2017年)
- Case Study 01 (2019年)

## 来日公演
- 2019年
  - 7月27日 新潟 苗場スキー場 - Fuji Rock Festival
- 2023年
  - 7月28日 新潟 苗場スキー場 - Fuji Rock Festival
- 2023年
  - 12月7日 東京国際フォーラム